# Eublepharis
Eublepharis — рід геконів з родини еублефарів. Інша назва леопардовий гекон. Має 7 видів.

## Опис
Представники цього роду сягають довжини до 20 см. Шкіра його має жовтий або кремовий колір з чорними плямами. Тулуб вкрито численними бородавками. Хвіст короткий. Має рухливі повіки, які допомагають захищатися від піску. Позбавлені прикріплюючих пластин на лапах. Мають міцні кігті, якими хапаються за поверхню.
У наявності є незначний статевий диморфізм — самці мають лише більшу вагу, ніж самиці. Стать визначається тільки під час шлюбного сезону й частково залежить від температури інкубації. Молоді гекони не поділені за статтю.

## Спосіб життя
Живе у пустелях та напівпустелях. Полюбляють сухі місцини під скелями й у печерах. Це наземні тварини. Вдень вони відпочивають в\під камінням, активність цих геконів починається у сутінках. Швидко бігають та гарно лазають. При небезпеці можуть відкидати хвоста.
Харчуються гекони цього роду комахами, скорпіонами, павуками, дрібними гризунами.
Це яйцекладні плазуни. Вони відкладають свої яйця у травні—липні, зазвичай під камінням, скелями.

## Розповсюдження
Мешкає у Пакистані, Ірані, Туркменістані, Афганістані, Східній Індії.

## Види
- Eublepharis angramainyu
- Eublepharis fuscus
- Eublepharis hardwickii
- Eublepharis macularius
- Eublepharis pictus
- Eublepharis satpuraensis
- Eublepharis turcmenicus